# Socratea salazarii
Socratea salazarii är en enhjärtbladig växtart som beskrevs av Harold Emery Moore. Socratea salazarii ingår i släktet Socratea och familjen Arecaceae. Inga underarter finns listade i Catalogue of Life.